# Gloucester Rugby
Gloucester Rugby (früher Gloucester Rugby Football Club) ist ein Rugby-Union-Verein aus der englischen Stadt Gloucester, der in der Aviva Premiership spielt, der obersten englischen Liga. Die Heimspiele werden im Kingsholm Stadium ausgetragen.

## Geschichte
Die Gründungsversammlung des Vereins fand am 13. September 1873 im Spread Eagle Hotel statt. 1891 wurde das Gelände, auf dem heute das Kingsholm Stadium steht, für £ 4.000 erworben. Die Rugby Football Union (RFU) suspendierte Gloucester für kurze Zeit, da der Verein mit der Verpflichtung von Spielern gegen die Amateurregeln verstoßen hatte. Der Verein antwortete mit einer noch strengeren Auslegung des Amateurstatus und wurde wieder aufgenommen. Als allerdings im Jahr 1895 zahlreiche Vereine einen eigenen Verband gründeten (die spätere Rugby Football League), zog es einige Gloucester-Spieler in den Norden Englands, wo man gegenüber Profisportlern weitaus aufgeschlossener war.
Die wohl beste Saison des Amateurzeitalters hatte Gloucester 1920/21, als der Verein in 23 Heimspielen als Sieger vom Platz ging. Die darauf folgende Saison hingegen ging mit einem Negativrekord zu Ende: 14 Spieler wurden wegen Prügeleien vom Platz gestellt, sieben wegen Auseinandersetzungen mit dem Schiedsrichter, sechs für Kraftausdrücke und einer für unfaire Spielweise. Dies war auch der Grund, weshalb die Leicester Tigers ihr Spiel gegen Gloucester absagten.
1972 gewann Gloucester den erstmals überhaupt ausgetragenen englischen Pokalwettbewerb, den John Player Cup. Diesen Erfolg konnte der Verein 1978 und 1982 wiederholen. Seit der Einführung des geregelten Ligabetriebs im Jahr 1987 ist der Gloucester RFC in der höchsten Liga vertreten. Noch in den 1990er Jahren hielt der Verein am traditionellen Amateurstatus fest, weshalb er 1995 bei der endgültigen Professionalisierung der Liga zunächst ohne bedeutenden Sponsor dastand. 2003 gewann der Verein zum vierten Mal den Pokal, 2002, 2003 und 2007 verlor er das Play-off-Finale und wurde jeweils Zweiter. 2006 gewann Gloucester den European Challenge Cup; dabei wurde London Irish im Finale knapp mit 36:34 bezwungen. In der Saison 2008/2009 zog der Verein erneut in das Finale des EDF Energy Cup ein, unterlag dort jedoch dem walisischen Team der Cardiff Blues.
Im Jahr 2015 triumphierte Gloucester durch einen 19:13-Finalsieg über Edinburgh Rugby erneut im European Rugby Challenge Cup.

## Erfolge
- Sieger John Player Cup / Powergen Cup: 1972, 1978, 1982, 2003, 2011
- Sieger European Challenge Cup / European Rugby Challenge Cup: 2006, 2015
- Play-off-Finalist Premiership: 2002, 2003, 2007
- Finalist Anglo-Welsh Cup: 1990, 2009, 2010

## Spieler

### Aktueller Kader
Der Kader für die Saison 2019/2020:

### Bekannte ehemalige Spieler
| - Iain Balshaw - Olly Barkley - Marco Bortolami (Italien) - Christian Califano (Frankreich) - Gareth Cooper (Wales) - Mefin Davies (Wales) - Terry Fanolua (Samoa) - Andy Gomarsall - Jim Hamilton (Schottland) | - Ian Jones (Neuseeland) - Rory Lawson (Schottland) - Scott Lawson (Schottland) - Jason Little (Australien) - Nathan Mauger (Neuseeland) - Carlos Nieto (Italien) - Chris Paterson (Schottland) - Henry Paul (Neuseeland) - Nicky Robinson (Wales) | - Rodrigo Roncero (Argentinien) - Philippe Saint-André (Frankreich) - Greg Somerville (Neuseeland) - Carlos Spencer (Neuseeland) - Alasdair Strokosch (Schottland) - Lesley Vainikolo - Phil Vickery - Trevor Woodman - Dimitri Yachvili (Frankreich) |